# Pieter Brueghel
Ifjabb Pieter Brueghel v. Pokol Brueghel (ejtsd: bröhel), Brüsszel, 1564 – Antwerpen, 1638. október 10.) Pieter Bruegel idősebb fia, szintén festő.

## Élete, munkássága
Gillis van Coninxloo tájképfestő volt a mestere Antwerpenben. Pokol Brueghelként is ismerték, mert képein gyakran jelentek meg manók, fantasztikus figurák, groteszk szörnyek. 1585-ben vált a Szent Lukács-céh tagjává. Fő témái: tűzesetek, téli tájak, parasztbúcsúk, újszövetségi és pokolbéli jelenetek. Saját festményeire a tér és a mozgások határozott érzékeltetése jellemző. Legjobban mint apja képeinek anekdotikus modorú utánzóját ismerik, mivel apja festményei népszerűek voltak és ritkák. Fia, III. Pieter Brueghel elsősorban mint másoló lett ismert.
A budapesti Szépművészeti Múzeum Golgota (1617) című képét őrizte, ám a második világháború alatt, Budapest ostroma idején hadisarcként a Szovjetunióba hurcolták.

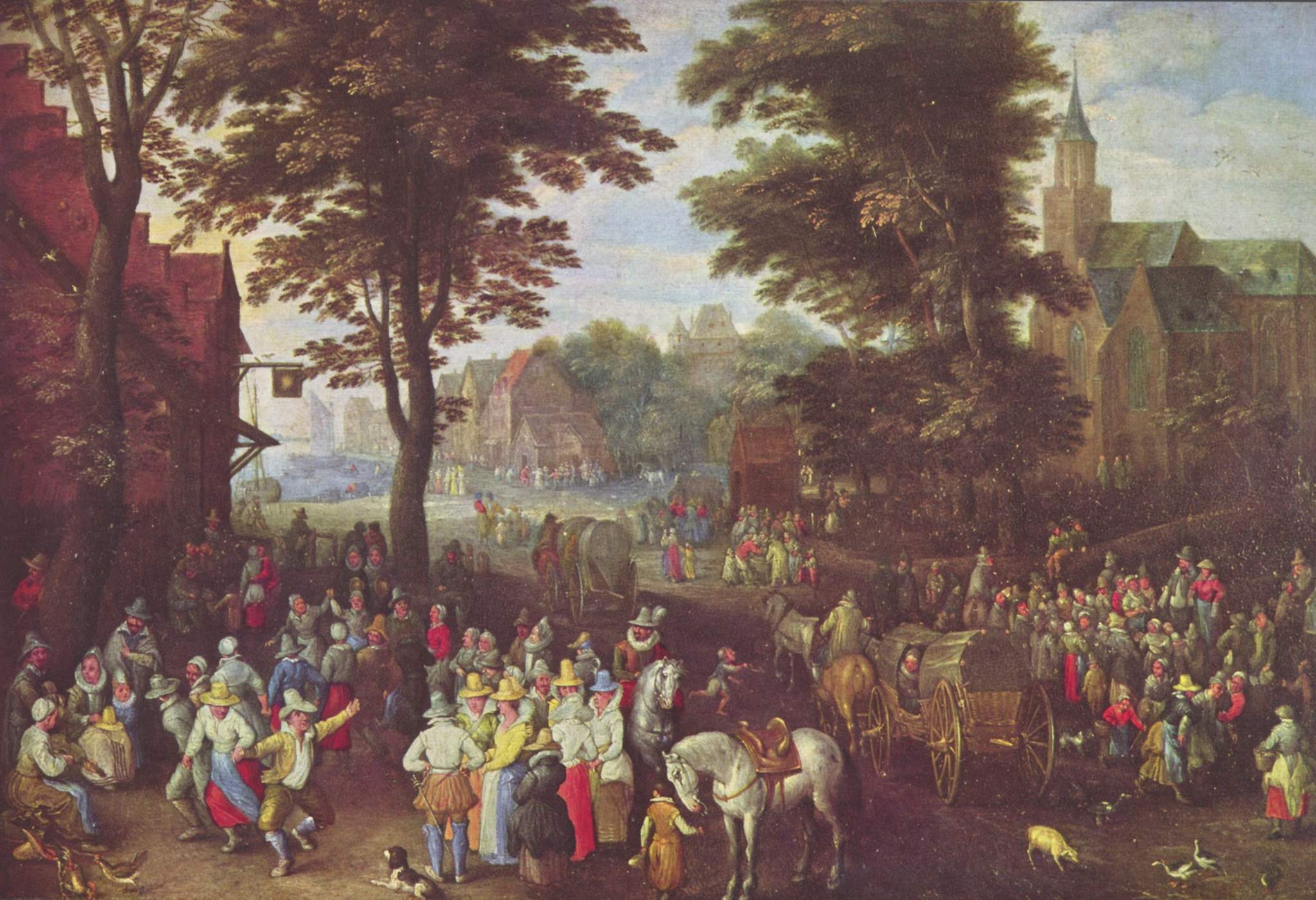
Vidéki jelenet (1608)
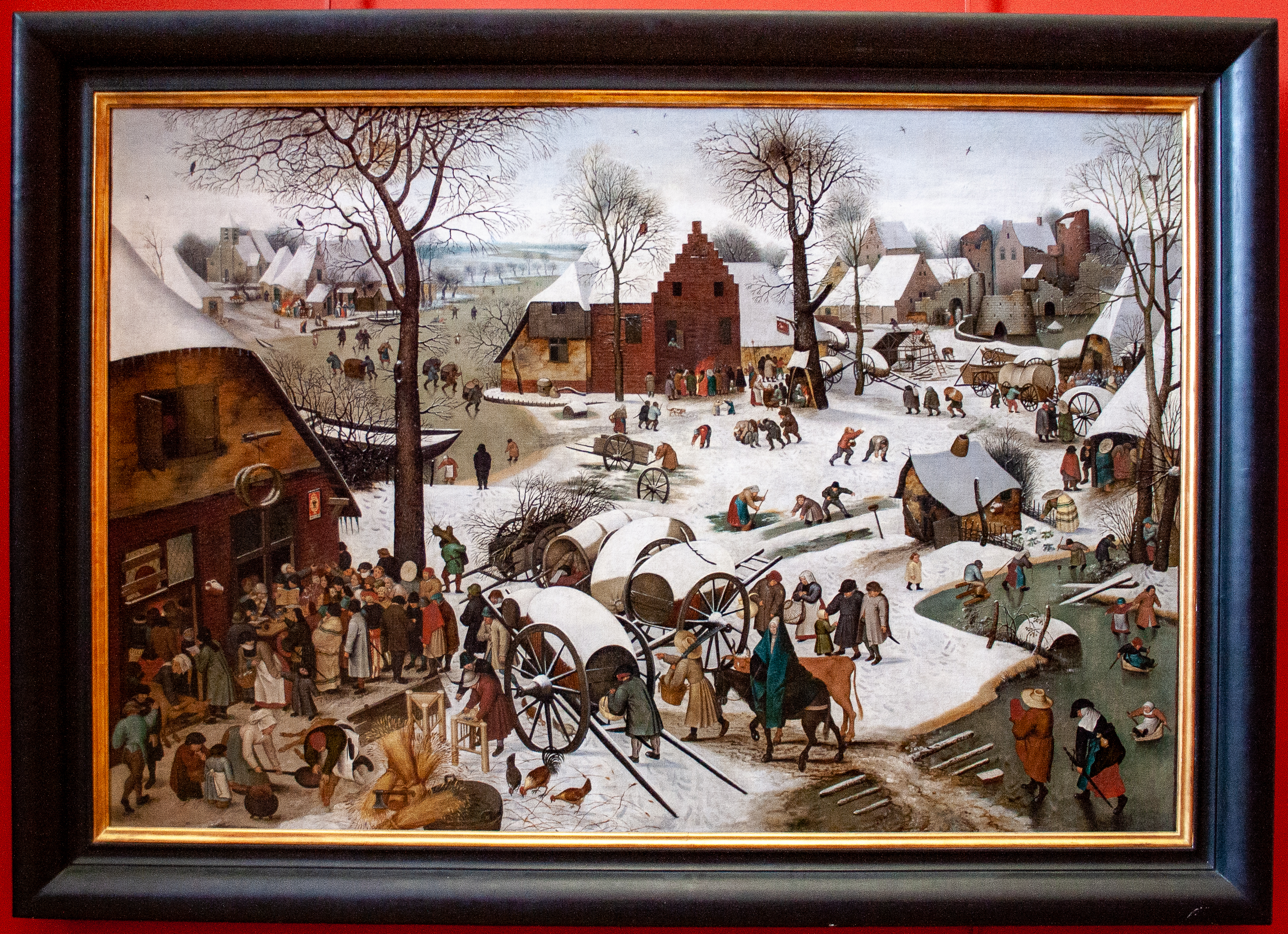
Népszámlálás Betlehemben (Palais des Beaux-Arts de Lille)